# Giancarlo Ratti

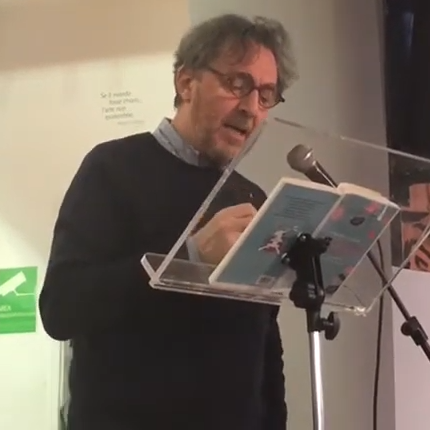
Giancarlo Ratti, 2017

Giancarlo Ratti (* 9. August 1957 in Rovereto) ist ein italienischer Schauspieler und Moderator.

## Leben und Wirken
Giancarlo Ratti wuchs im norditalienischen Rovereto auf.
Er absolvierte seine Schauspielausbildung bis 1981 an der Accademia dei Filodrammatici in Mailand. Seit 1981 hat Ratti in bisher mehr als 30 Film-und-Fernsehproduktionen als Schauspieler vor der Kamera gestanden und mitgewirkt. Als Darsteller ist er auch auf der Theaterbühne aktiv.
Ratti ist in Italien zudem als Radio-und-Fernsehmoderator bekannt. Er moderierte beispielsweise mehrere Sendungen auf Rai – Radiotelevisione Italiana und auch Fernsehsendungen bei Rai 3.
Ratti lebt in Rom.

## Filmografie (Auswahl)
2018: Sono Tornato